# Día Nacional del Ceviche
El Día Nacional del Ceviche es una fiesta de carácter nacional que se celebra en Perú cada 28 de junio, en reconocimiento a uno de los platos más representativos de la gastronomía peruana. La declaratoria se realizó mediante Resolución Ministerial 708/2008 del Ministerio de la Producción, publicada el 18 de septiembre de 2008 en el Diario Oficial El Peruano.
En el Perú, el cebiche es oficialmente reconocido como «Patrimonio Cultural de la Nación», conforme lo establece la Resolución Directoral Nacional N.º 241/INC del Instituto Nacional de Cultura, emitida el 23 de marzo de 2004 y publicada en el Diario Oficial El Peruano, al considerarse históricamente como uno de los platos principales de la gastronomía nacional.
La fecha para la celebración fue escogida para fomentar el consumo sostenible de este plato bandera hecho a base de pescados de la costa del Pacífico, ya que su producción se reduce en los meses del invierno austral.